# Sachsendorf (Eisfeld)
Sachsendorf ist ein Ortsteil der Stadt Eisfeld im Landkreis Hildburghausen in Thüringen.

## Geschichte
Das Dorf wurde 1317 erstmals urkundlich erwähnt. Am 1. Juli 1950 wurden die zuvor selbständigen Orte Schwarzenbrunn und Sachsendorf zusammengeschlossen. Der damalige Gemeinderat einigte sich auf den Namen Sachsenbrunn. Zum 1. Januar 2019 kam Sachsendorf im Zuge der Eingemeindung von Sachsenbrunn zur Stadt Eisfeld.